# 珀迪角
珀迪角（英語：Purdy Point），是南極洲的海岬，位於南奧克尼群島的科羅內申島北岸，處於福爾角東南面2.8公里，在1821年12月由捕海豹者發現，現時由南極條約體系管理。